# Мирное (село, Краснокутский район)
Мирное (укр. Мирне), село, 
Мурафский сельский совет,
Краснокутский район,
Харьковская область.
Код КОАТУУ — 6323584704. Население по переписи 2024 года составляет 400 человек.

## Географическое положение
Село Мирное находится на реке Мерчик, в основном на правом берегу,
выше по течению примыкает к селу Шаровка (Богодуховский район),
ниже по течению примыкает к селу Мурафа.
Рядом с селом проходит автомобильная дорога Т-2106.

## История
- 1750 — дата основания.

## Объекты социальной сферы
- Школа.

## Достопримечательности
- Братская могила советских воинов. Похоронено 26 воинов.
- Братская могила советских воинов. Похоронено 59 воинов.
- Братская могила советских воинов и партизан. Похоронено 162 воина.

## Религия
- Церковь Евангельских христиан-баптистов.